# Hrabovčík
Hrabovčík (in ungherese Gyertyánpatak) è un comune della Slovacchia facente parte del distretto di Svidník, nella regione di Prešov.